# Historischer Friedhof Weimar

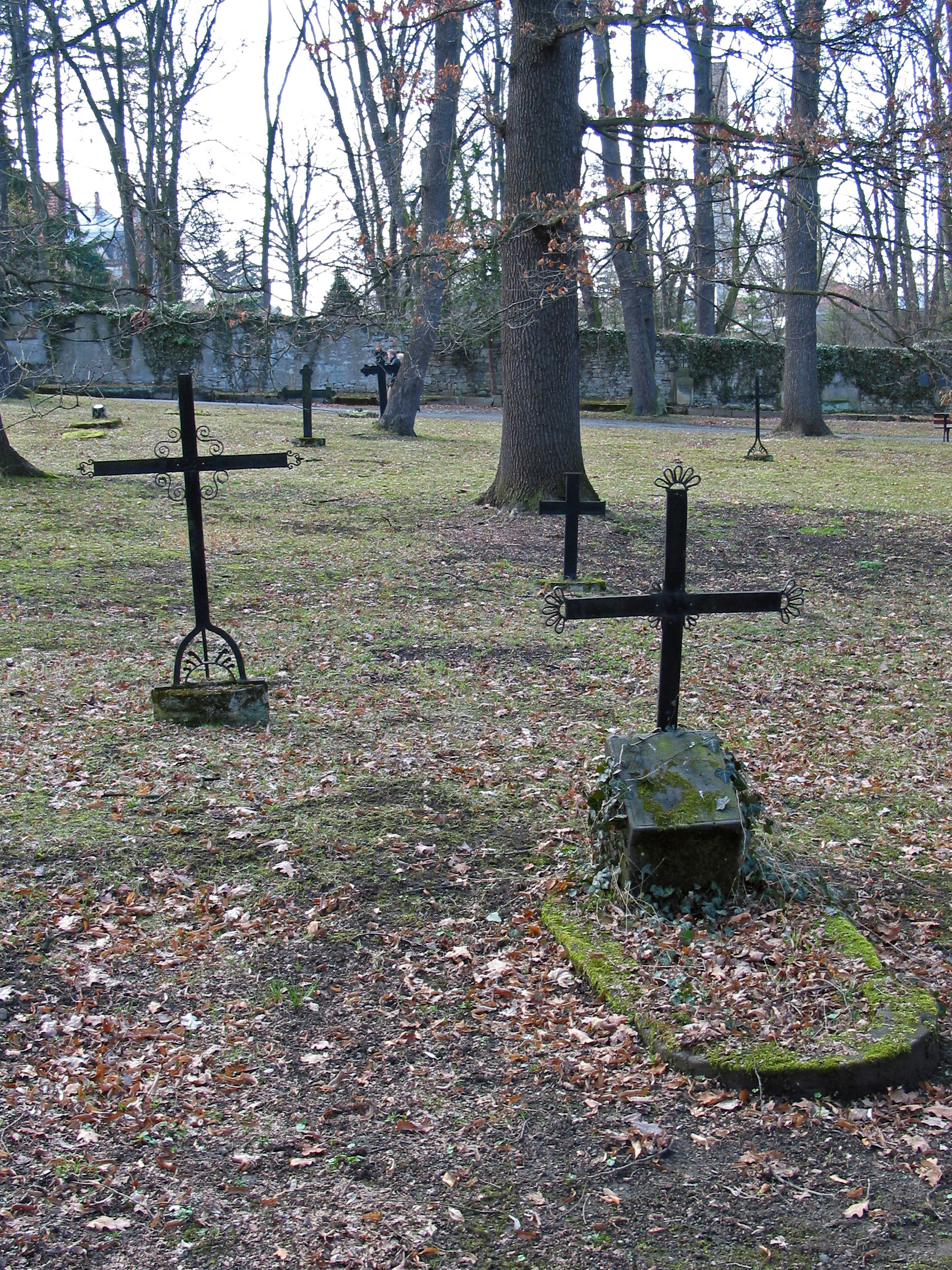
Grabmäler auf der Westseite des Historischen Friedhofs

Deutsche Version des Welterbe-Emblems

Der Historische Friedhof in Weimar ist einer der meistbesuchten Friedhöfe Deutschlands. Hier finden sich die Grabstätten zahlreicher namhafter Persönlichkeiten. Der 1818 eröffnete Friedhof ist eine Parkanlage mit altem Baumbestand und liegt auf einer Anhöhe im Südwesten der Stadt neben dem Poseckschen Garten. Die bedeutendste Sehenswürdigkeit ist die Weimarer Fürstengruft mit den Särgen von Johann Wolfgang von Goethe und Friedrich Schiller. 1998 erklärte die UNESCO den zur Klassik Stiftung Weimar gehörenden Historischen Friedhof zusammen mit der Fürstengruft als Teil des Ensembles „Klassisches Weimar“ zum Weltkulturerbe.

## Geschichte

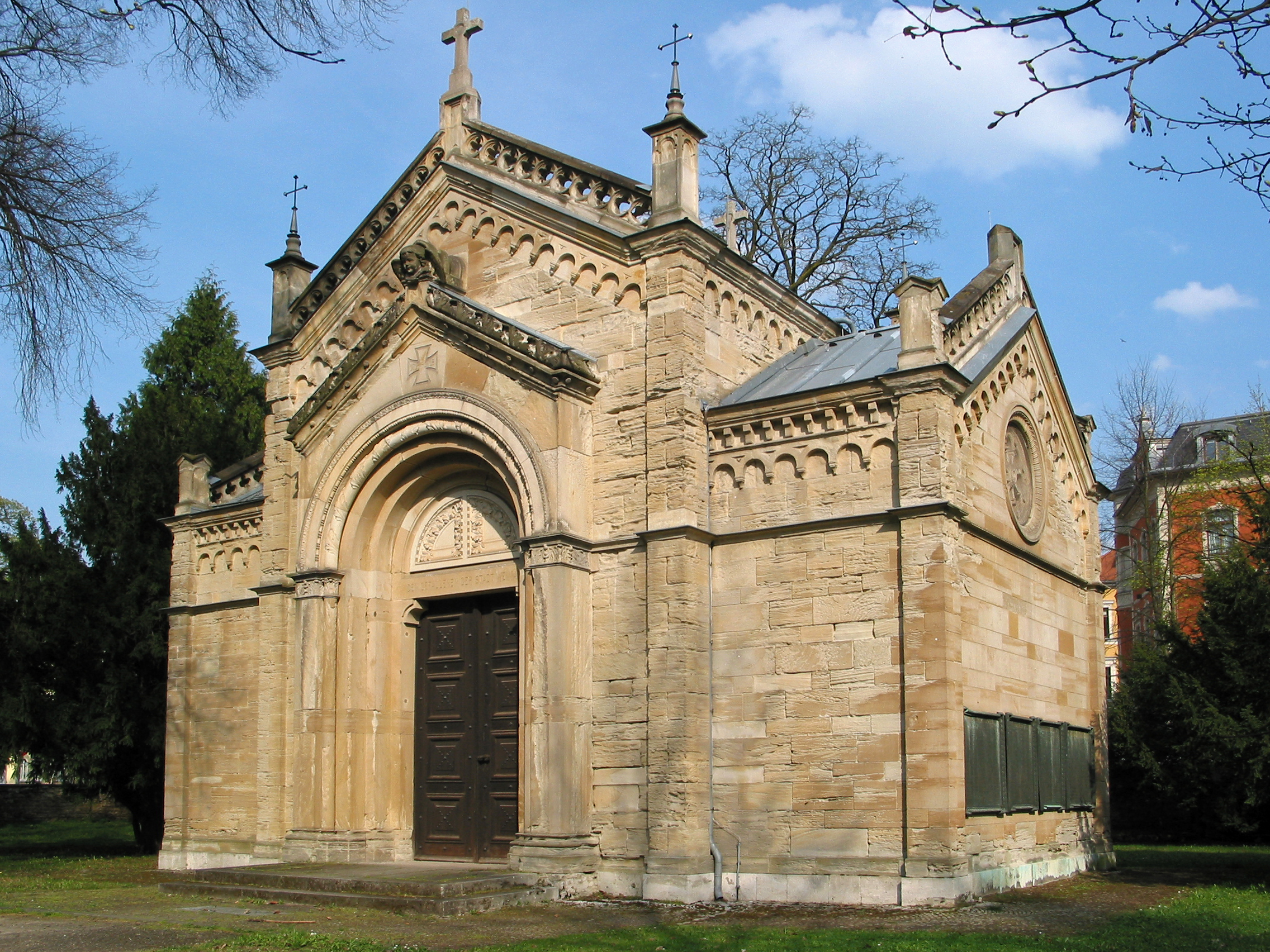
Gedächtnishalle für die im Ersten Weltkrieg gefallenen Weimarer

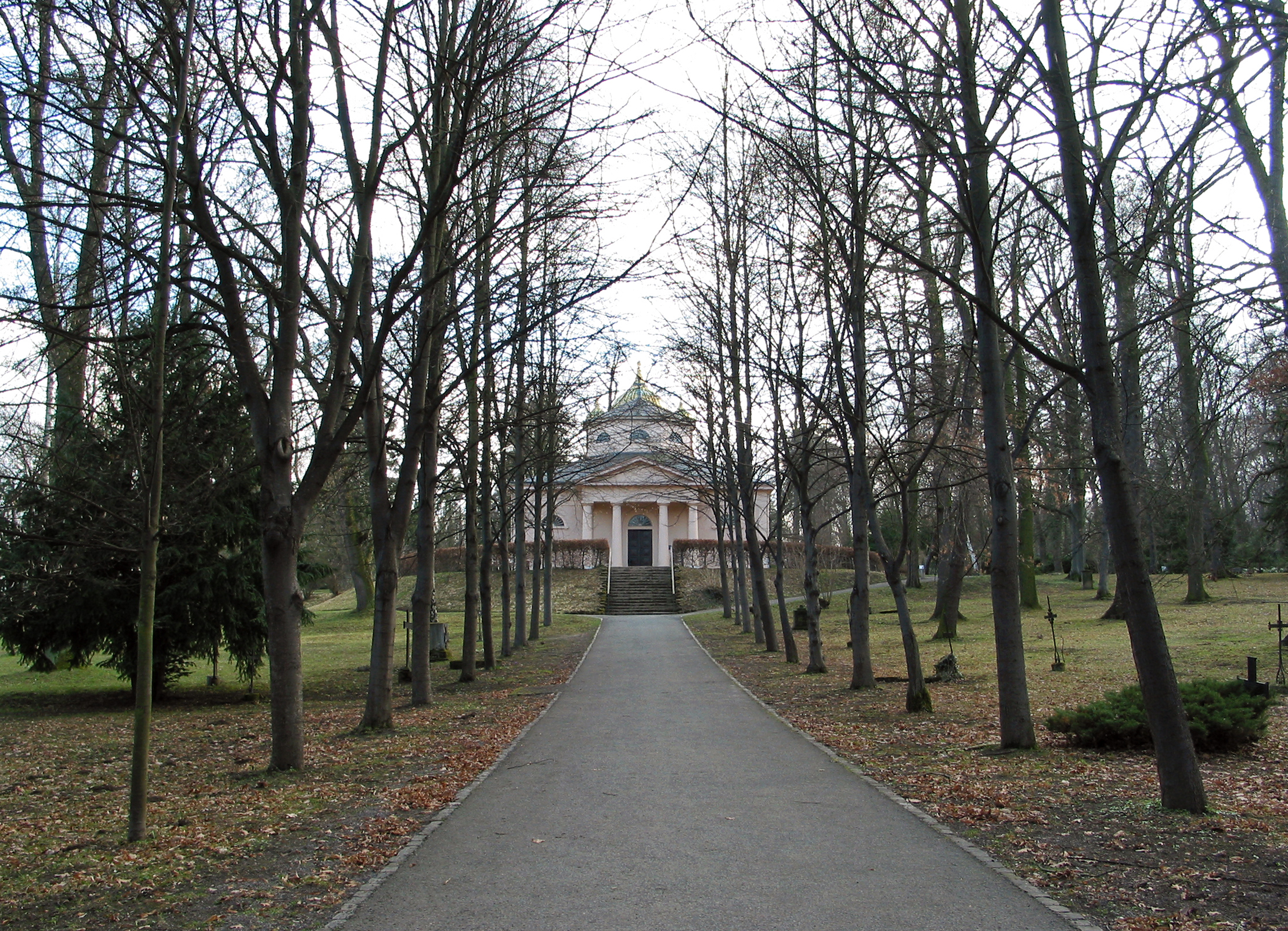
Die Lindenallee führt direkt zur Fürstengruft im Zentrum des Areals

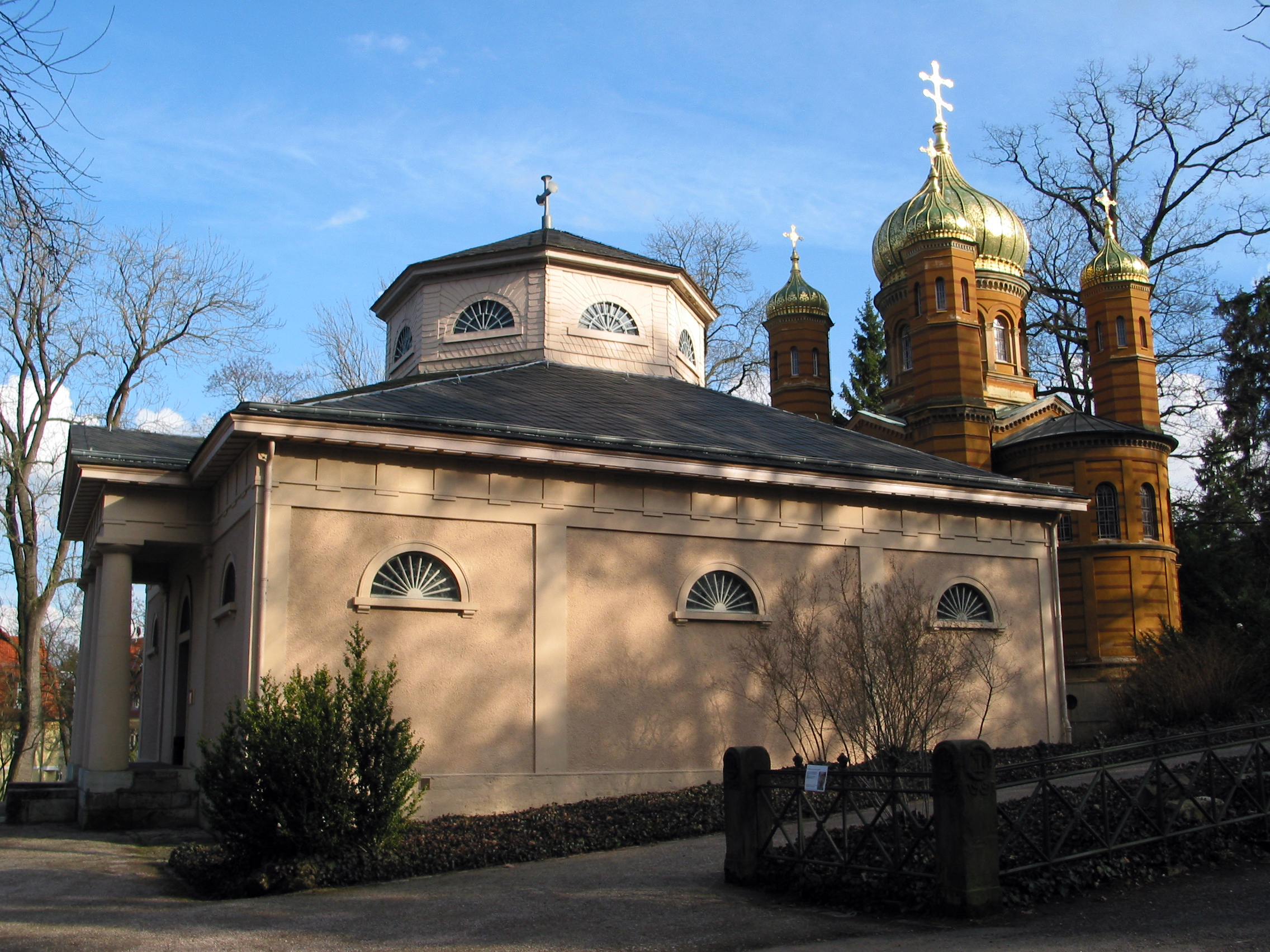
Fürstengruft mit angrenzender Russisch-Orthodoxer Kapelle

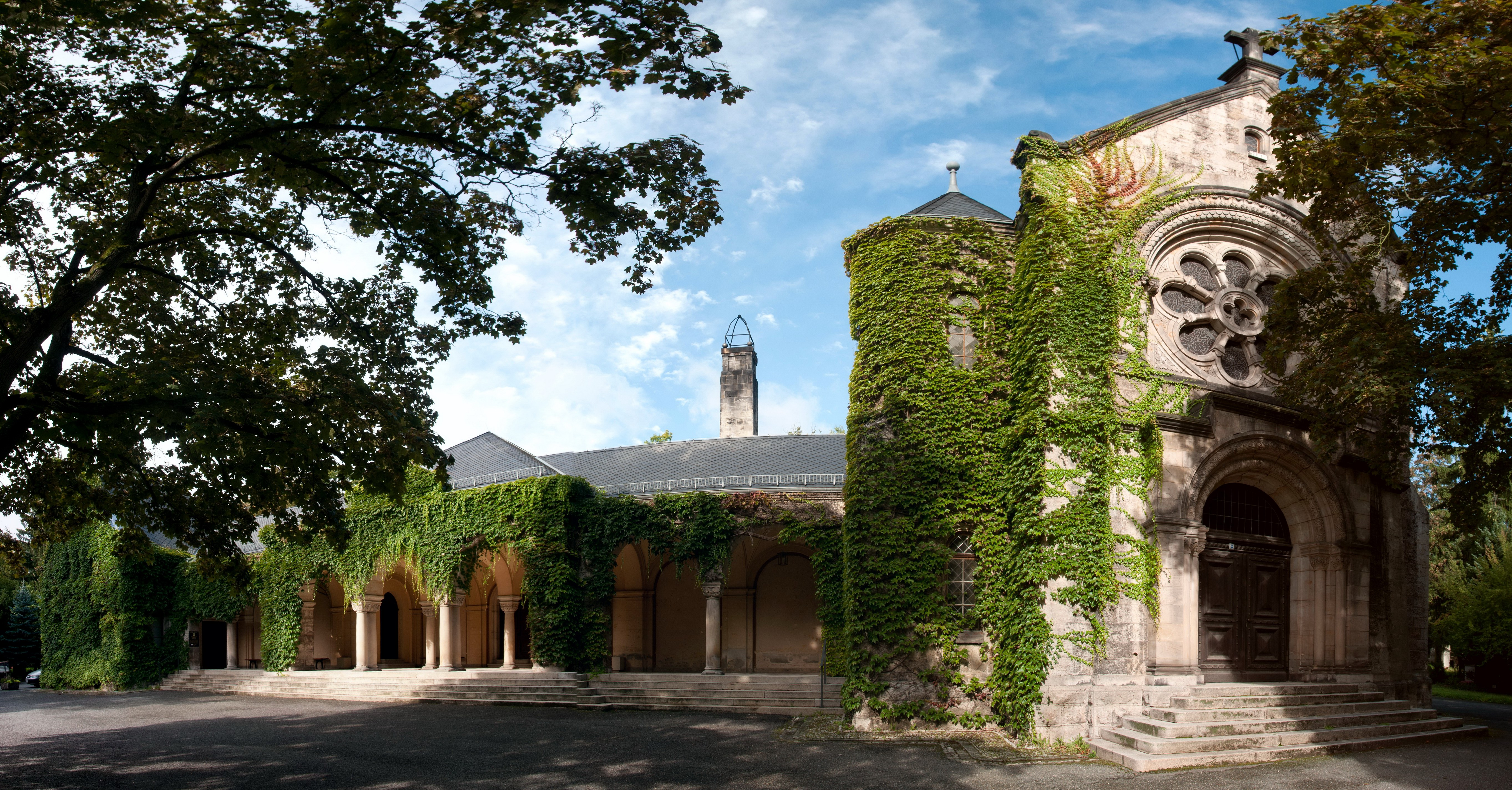
Verwaltungsgebäude

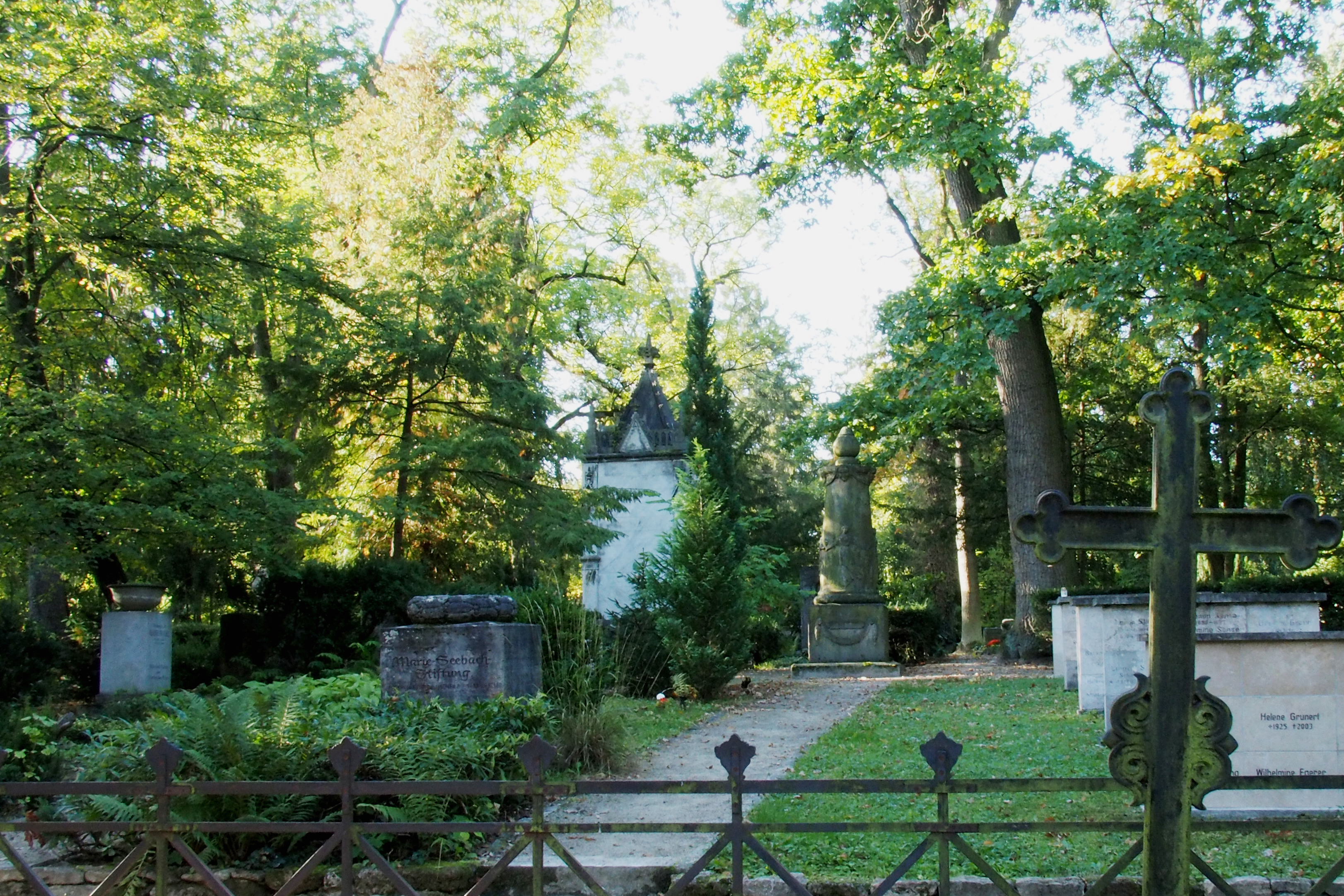
Euphrosyne-Denkmal auf dem Historischen Friedhof

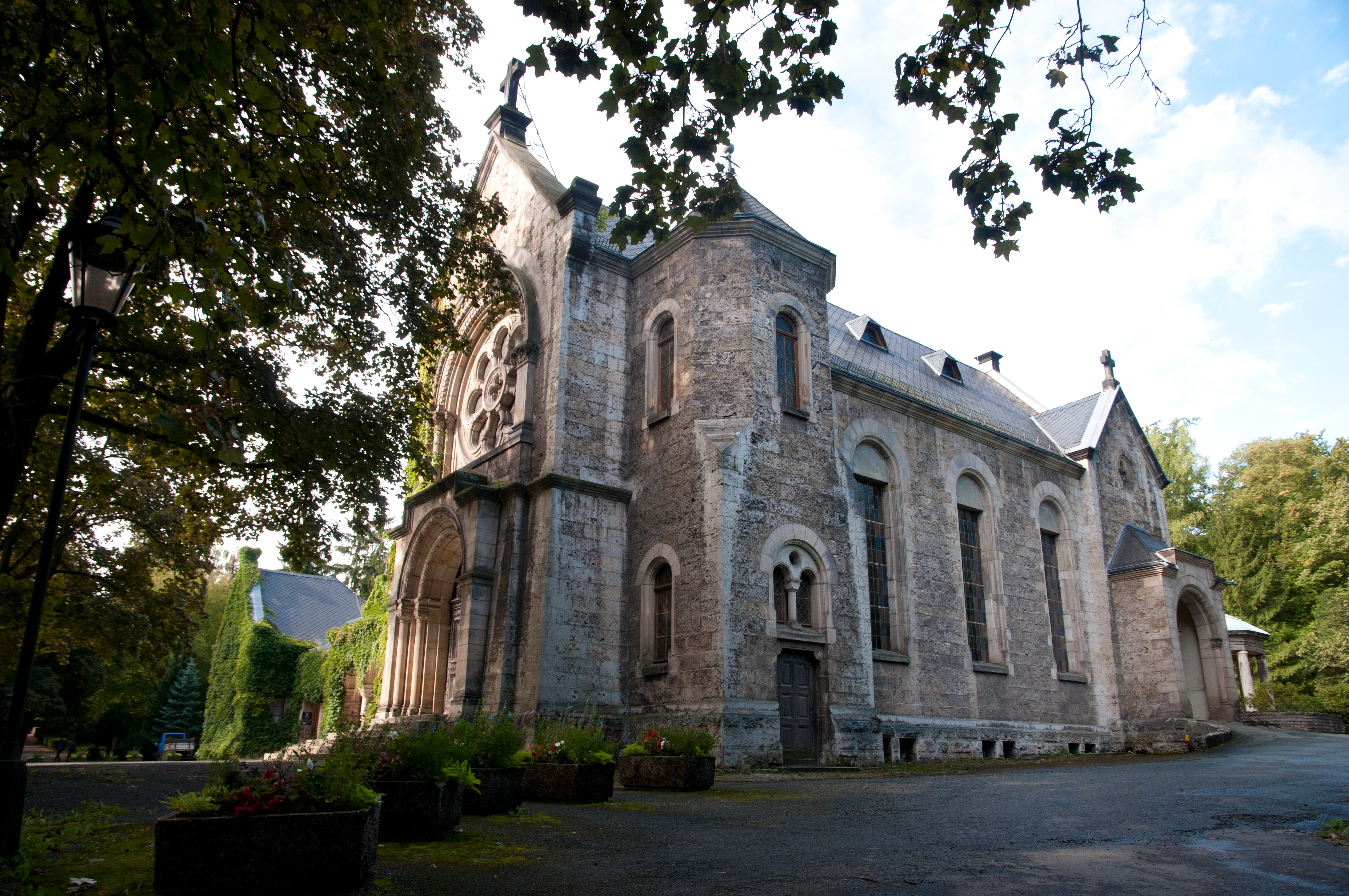
Trauerhalle

Friedhof (Panoramabild)

Als der Platz auf dem alten Jakobskirchhof rund um die Weimarer Jakobskirche nicht mehr ausreichte, wurde zwischen 1814 und 1818 am Poseckschen Garten im südwestlichen Teil der Stadt der „Neue Friedhof vor dem Frauentore“ angelegt. Die Einweihung fand am 20. März 1818 statt. Ab 1862 wurde er mit größeren Erweiterungen nach Süden und Westen zum „Hauptfriedhof“ Weimars ausgebaut. Der älteste, parkähnliche Friedhofsteil im Norden wird bis heute als „Historischer Friedhof“ bezeichnet. Um sein Erscheinungsbild zu bewahren, finden nördlich der Fürstengruft keine Beerdigungen mehr statt.

## Anlage und Bauwerke
Direkt auf der linken Seite hinter dem Haupteingang am Poseckschen Garten steht ein neoromanisches, steinernes Bauwerk, das 1878/79 als Begräbnishalle erbaut wurde, 1921 jedoch zur „Gedächtnishalle“ für die im Ersten Weltkrieg (1914–1918) Gefallenen der Stadt Weimar umgestaltet wurde. Die darin zentral angeordnete monumentale Figur Heldenglaube schuf der Weimarer Bildhauer Josef Heise.
Vom Haupteingang aus führt in Form einer geraden Mittelachse eine leicht nach Süden ansteigende Lindenallee zur Fürstengruft und Russisch-Orthodoxen Kapelle hinauf, welche auf einer Anhöhe zusammen das Zentrum des gesamten Friedhofareals bilden.
Die Weimarer Fürstengruft diente ausschließlich als Grabstätte des großherzoglichen Hauses von Sachsen-Weimar-Eisenach, mit Ausnahme der beiden großen Dichter Johann Wolfgang von Goethe und Friedrich Schiller, welche auf den Wunsch von Großherzog Carl August ebenfalls hier beigesetzt wurden, um auch im Tod mit dem Großherzog vereint zu sein.
An der Rückwand der Fürstengruft befindet sich die Russisch-Orthodoxe Kapelle, welche auf Wunsch von Großherzogin Maria Pawlowna (Tochter des russischen Zaren Paul. I. und Ehefrau des Großherzogs Carl Friedrich von Sachsen-Weimar-Eisenach) über ihrem Grab errichtet wurde.
Weitere Grabmale und Grabkapellen wohlhabender Weimarer Familien befinden sich besonders entlang der umliegenden Friedhofsmauern. Zusammen mit den Bepflanzungen und dem alten Baumbestand der Parkanlage bilden sie eine Umrahmung für die Fürstengruft.
Auf dem Hauptfriedhof oder dem Neuen Friedhof erinnern Gemeinschaftsgräber an das Konzentrationslager Buchenwald und die Opfer der Bombenangriffe auf Weimar während des Zweiten Weltkrieges. Der Hauptfriedhof ist die Erweiterung des Historischen Friedhofs nach Süden bis zum „Steinhügelweg“, nach Norden bis zum Poseckschen Garten, nach Westen bis zur Karl-Haußknecht-Straße, der am 23. November 1863 eingeweiht wurde. Der alte Hauptweg endet an der 1906 von Bruno Schmidt geschaffenen neuen Kapelle. Während die Erweiterungen nach Norden belassen wurden um den parkartigen Charakter der Anlage zu erhalten, ist der südliche Erweiterungsteil bis heute als aktiver Friedhof in Betrieb. Nach Westen hin am südlichen Ende gibt es zudem Erweiterungen bis zum Theodor-Hagen-Weg.

Übersichts-Pläne
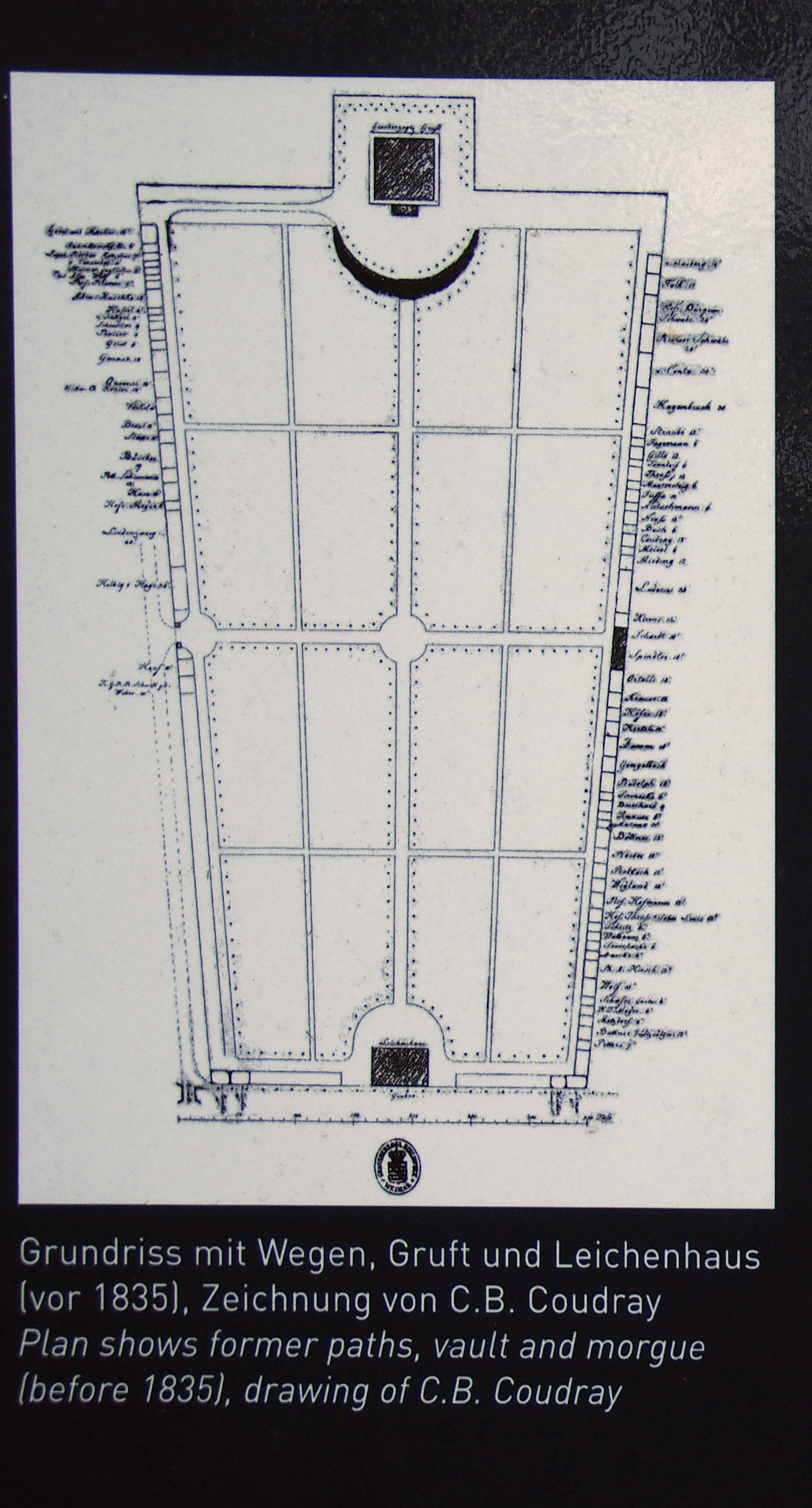
Vor 1835
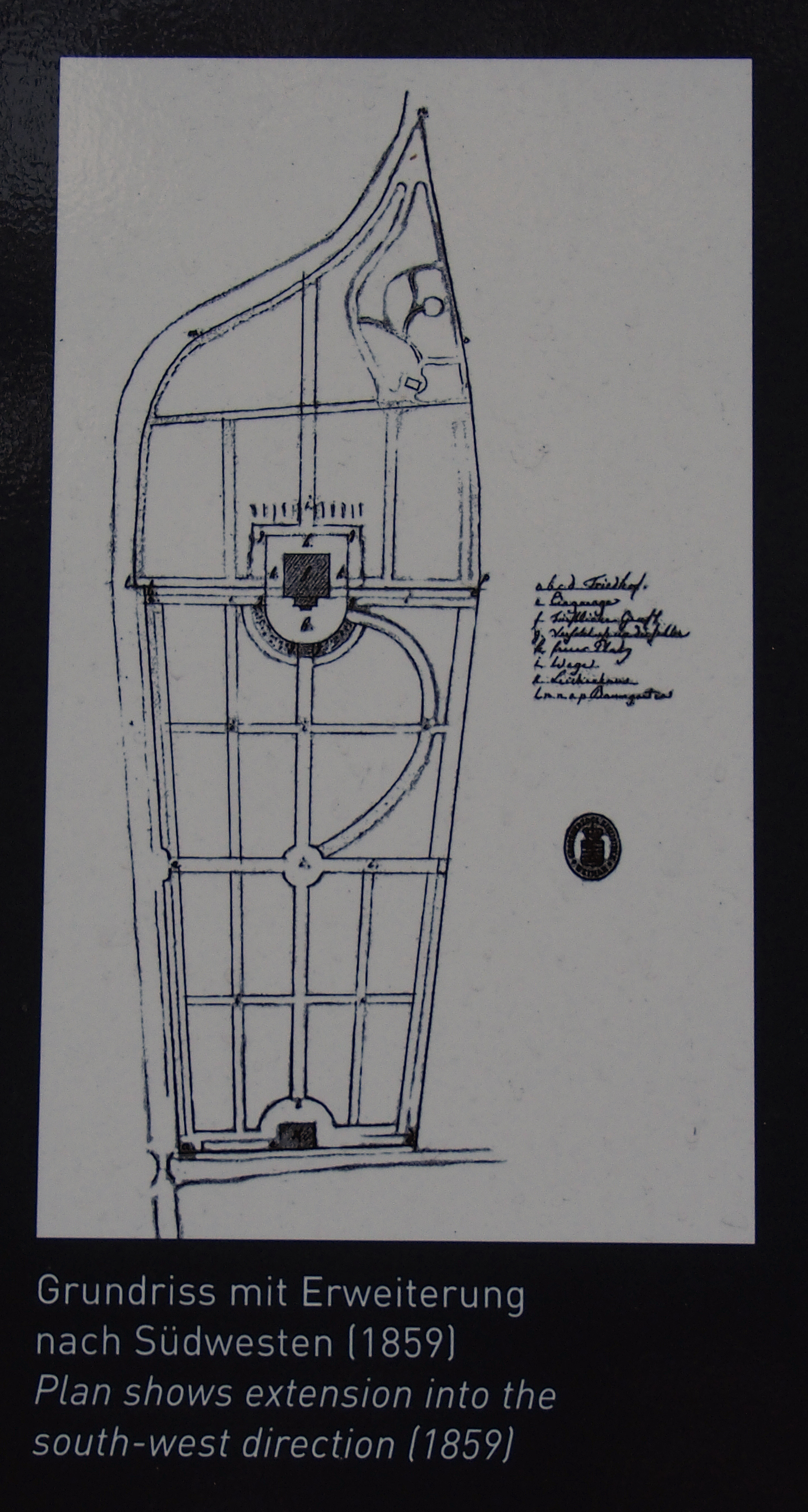
1859 – Erweiterung
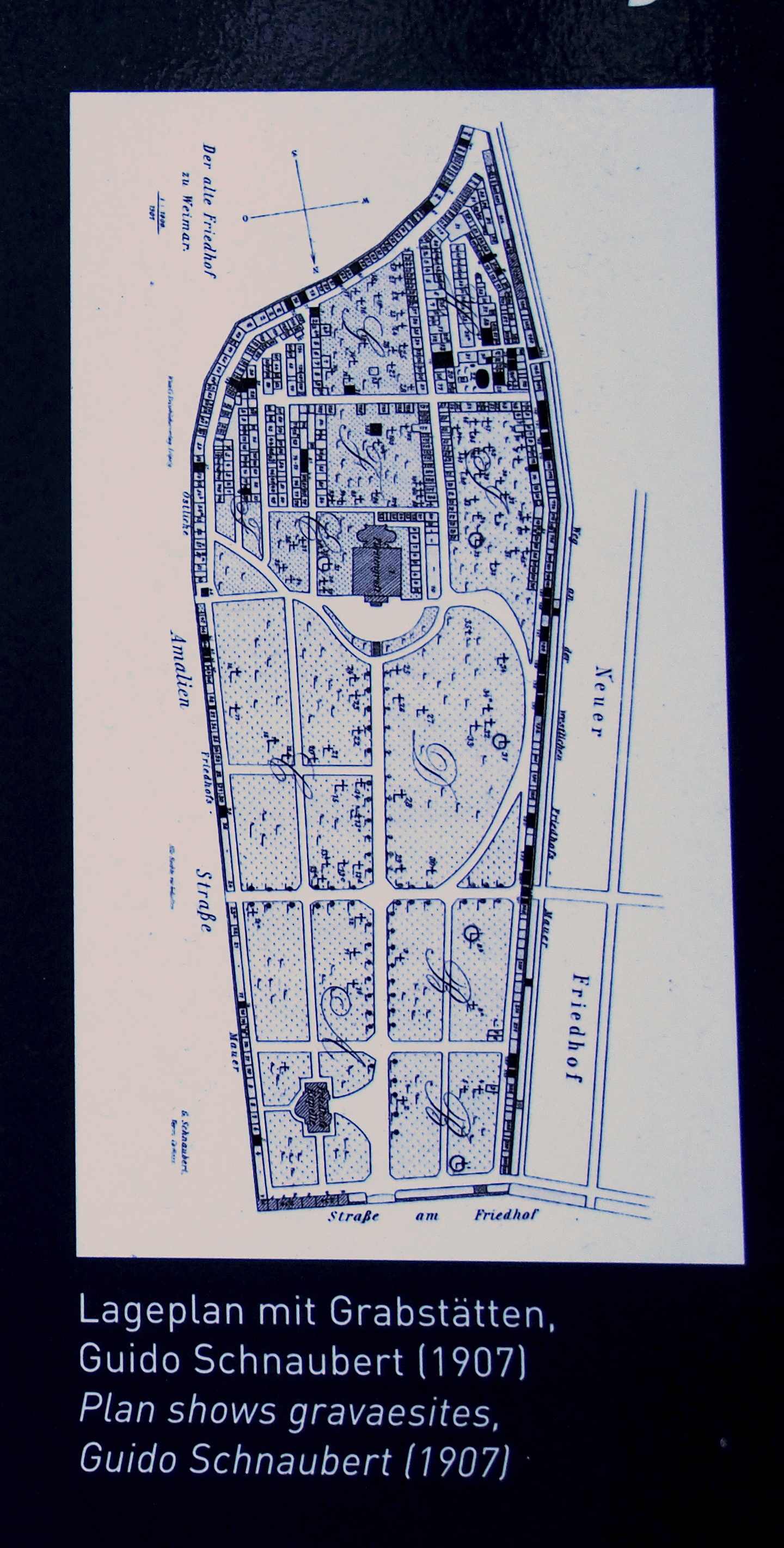
1907
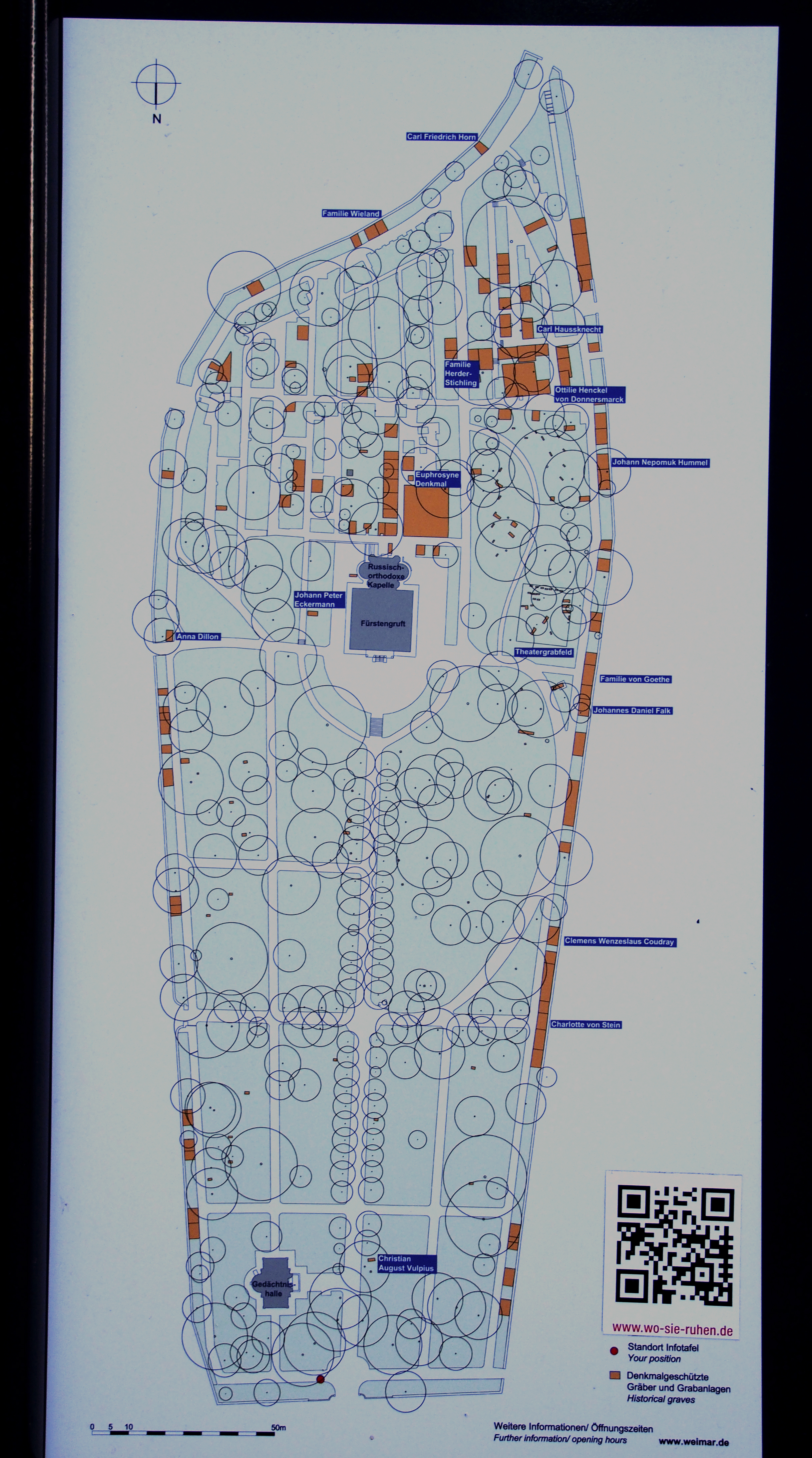
2015

## Denkmäler

### Euphrosyne-Denkmal
Südlich hinter der Russisch-Orthodoxen Kapelle befindet sich inmitten des Gräberfeldes des Marie-Seebach-Stifts das „Euphrosyne-Denkmal“, das an die 1797 im Alter von 18 Jahren verstorbene Schauspielerin Christiane Becker-Neumann erinnert. Beigesetzt wurde sie jedoch auf dem Jakobsfriedhof in Weimar. Das mit Masken, tanzenden Nymphen und Sternzeichen geschmückte Denkmal wurde auf Anregung Goethes nach einem Entwurf von Johann Heinrich Meyer von dem Gothaer Bildhauer Friedrich Wilhelm Döll geschaffen. Goethe hatte die Schauspielerin zum letzten Mal als Euphrosyne in Joseph Weigls Oper Das Petermännchen auf der Bühne gesehen und schrieb 1797 nach ihrem Tod zu ihrem Andenken die gleichnamige Elegie Euphrosyne. Ab dem Jahr 1800 stand das Denkmal gegenüber dem Schloss, es wurde 1945 auf dem Historischen Friedhof aufgestellt.

### Denkmal der Märzgefallenen

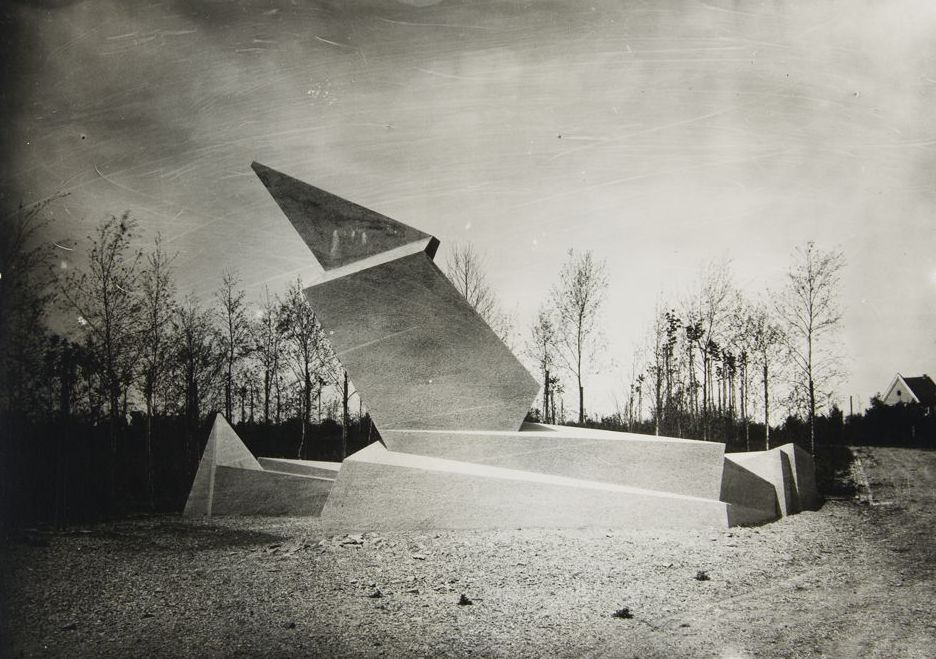
„Denkmal der Märzgefallenen“ von Walter Gropius (1922)

Auf dem Historischen Friedhof Weimar, eigentlich auf dem südlich daran angegliederten Hauptfriedhof, befindet sich auch das „Denkmal der Märzgefallenen“, das der damalige Direktor des Bauhauses Walter Gropius im Auftrag des Gewerkschaftskartells zur Erinnerung an die Menschen erschuf, die die Niederwerfung des rechtsradikalen Kapp-Putsches 1920 mit ihrem Leben bezahlten. Als Weimarer Arbeiter sich während des Generalstreiks am 15. März zu einer Kundgebung im Volkshaus versammelten, schossen putschende Soldaten der Reichswehr auf sie und töteten Anna Braun, Walter Hoffmann, Franz Pawelski, Paul Schander, Adolf Schelle, Karl Schorn, Karl Merkel, Ernst Müller und Kurt Krassan. Vor dem Volkshaus befindet sich ebenfalls eine Gedenktafel für diese Opfer.
Sieben der Opfer wurden zunächst auf dem nördlichen Teil des Historischen Friedhofs beerdigt und ein Jahr später an den Standort des Denkmals umgebettet. Das expressionistisch geprägte Denkmal aus Beton, dessen abstrakte Form nach den Worten seines Schöpfers einen „Blitzstrahl aus dem Grabesboden als Wahrzeichen des lebendigen Geistes“ darstellt – und daher auch den Beinamen Gropiusblitz trägt –, wurde am 1. Mai 1922 enthüllt. An die als „Gefrorene Blitze“ bekannte Skulptur schließen sich die sieben Grabplatten der Opfer an.
Da die Erinnerung an die „roten Märzgefallenen“ im Nationalsozialismus unerwünscht war und die moderne Gestaltung des Denkmals als „Entartete Kunst“ galt, wurde der Blitz im Februar 1936 gesprengt und ein Säulenbrunnen gegenüber dem verbliebenen Gräberfeld errichtet. 1946 wurde das Denkmal in leicht veränderter Form rekonstruiert. Am 11. April 1946 wurde dort der erste Jahrestag der Befreiung des KZ Buchenwald begangen. Vor Ort zeigen historische Fotos den Originalzustand des Denkmals.

### Denkmal für die Bombenopfer der Weimarer Bank

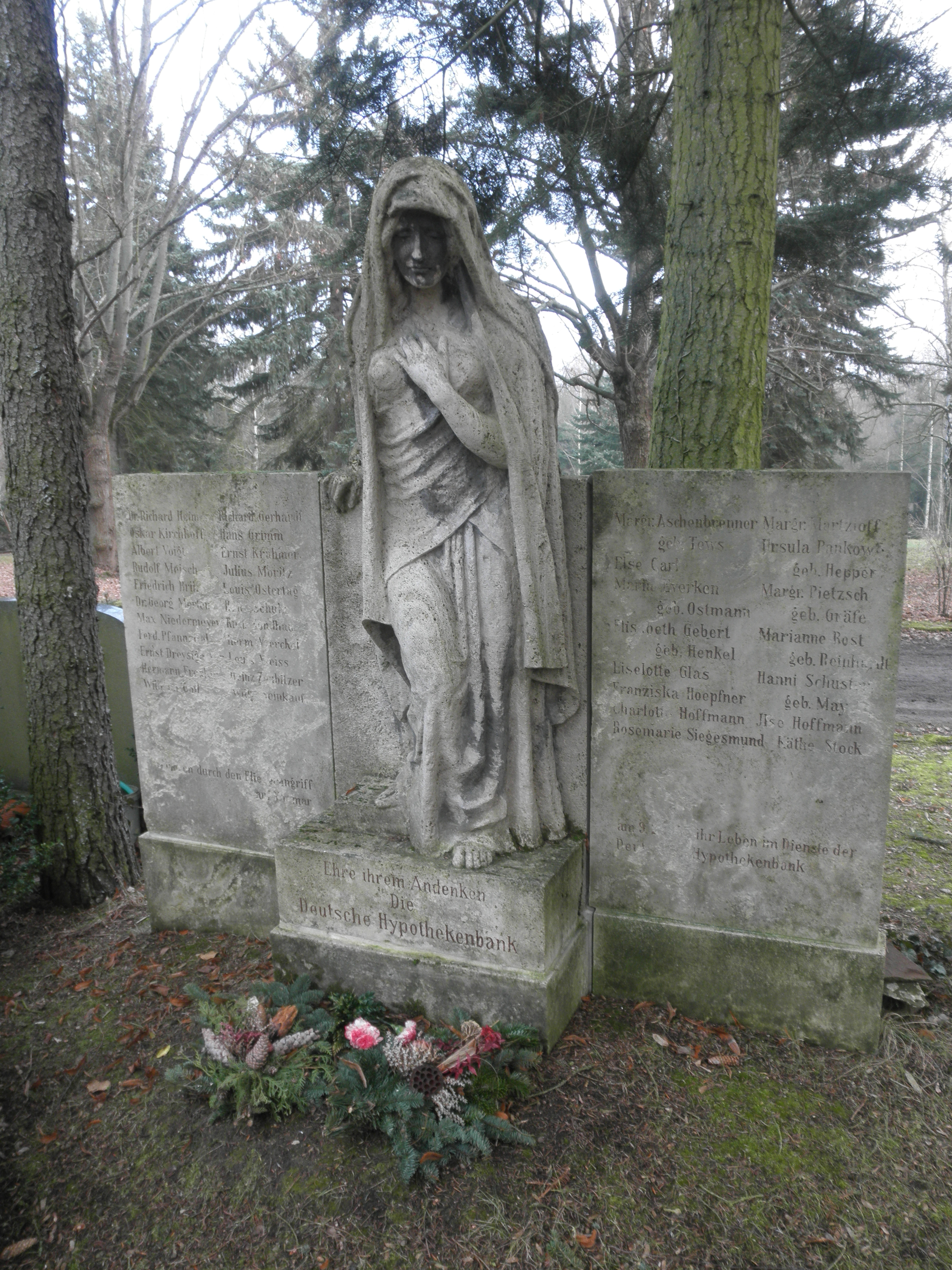
Denkmal für die Bombenopfer der Weimarer Bank

Beim Luftangriff am 9. Februar 1945 wurde auch das Haus der Weimarer Hypothekenbank getroffen, wobei 37 Angestellte ihr Leben verloren. Die Namen stehen auf Tafeln, die links und rechts von der weiblichen leidenden Figur, die auf einen Sockel steht, zu lesen sind. Es befindet sich auf dem Hauptfriedhof. Die Widmung auf der linken „durch den Fliegerangriff auf Weimar“ und rechten Tafel: „am 9.2.1945 ihr Leben im Dienste der Deutschen Hypothekenbank“ [verloren]. Auf dem Sockel der Figur steht: „Ehre ihrem Andenken Die Deutsche Hypothekenbank“.

## Grabstätten namhafter Persönlichkeiten
Auf dem Areal des „Historischen Friedhofs“ in Weimar liegen unter anderem die Grabstätten folgender Persönlichkeiten (sortiert nach Lage und Sterbejahr):

### Fürstengruft (Auswahl)

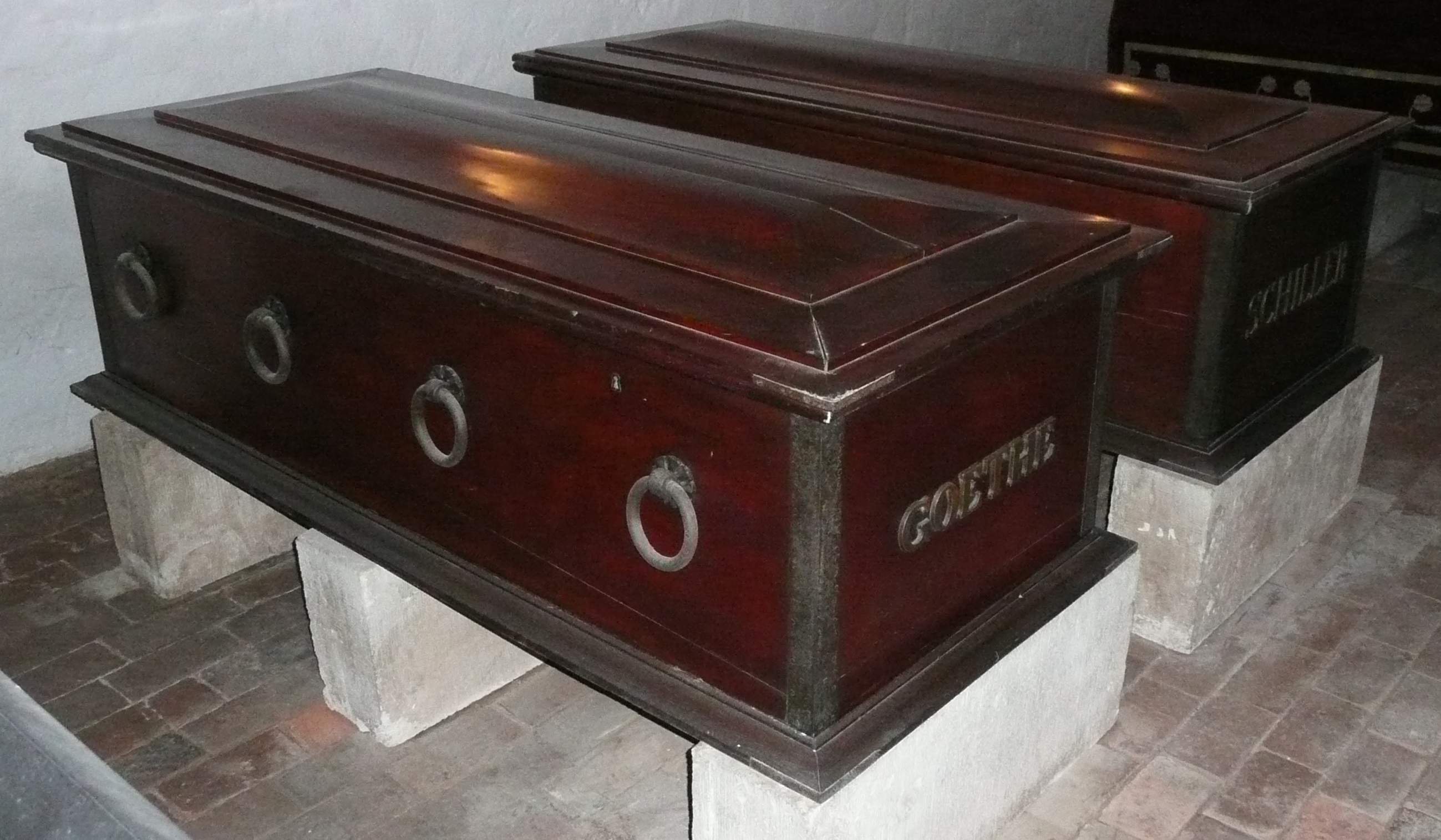
Die nebeneinander aufgebahrten Eichensärge der beiden Dichter Goethe und Schiller in der Fürstengruft

Hauptartikel: Weimarer Fürstengruft
| Name                                                                             | Lebensdaten | Tätigkeit                                                  |
| -------------------------------------------------------------------------------- | ----------- | ---------------------------------------------------------- |
| Anna Dorothea von Sachsen-Weimar                                                 | 1657–1704   | Prinzessin und Fürstäbtissin des Reichsstifts Quedlinburg  |
| Johann Ernst III.                                                                | 1664–1707   | Herzog von Sachsen-Weimar                                  |
| Friedrich von Schiller (nur symbolischer leerer Sarg, wirkliches Grab unbekannt) | 1759–1805   | Dichter, Philosoph und Historiker                          |
| Carl August von Sachsen-Weimar-Eisenach                                          | 1757–1828   | Großherzog von Sachsen-Weimar-Eisenach                     |
| Johann Wolfgang von Goethe                                                       | 1749–1832   | Dichter, Naturwissenschaftler und Politiker                |
| Karl August von Sachsen-Weimar-Eisenach                                          | 1844–1894   | Erbgroßherzog von Sachsen-Weimar-Eisenach                  |
| Pauline von Sachsen-Weimar-Eisenach                                              | 1852–1904   | Prinzessin und Erbgroßherzogin von Sachsen-Weimar-Eisenach |

### Gruft der Russisch-Orthodoxen Kapelle
| Name           | Lebensdaten | Tätigkeit                                                                      |
| -------------- | ----------- | ------------------------------------------------------------------------------ |
| Maria Pawlowna | 1786–1859   | Großherzogin von Sachsen-Weimar-Eisenach, Tochter des russischen Zaren Paul I. |

### Gräber entlang der westlichen Friedhofsmauer

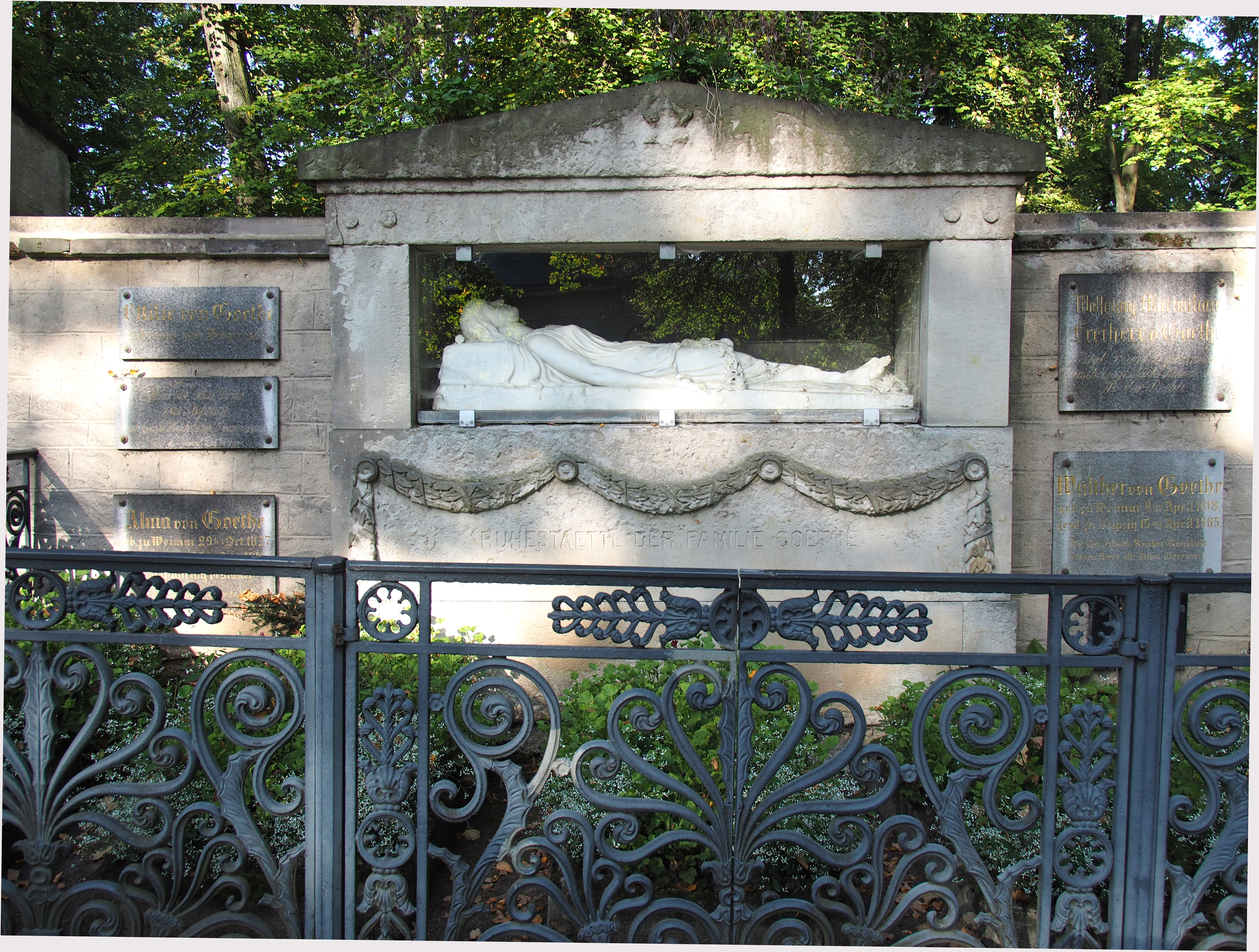
Grabstätte der Goethe-Familie

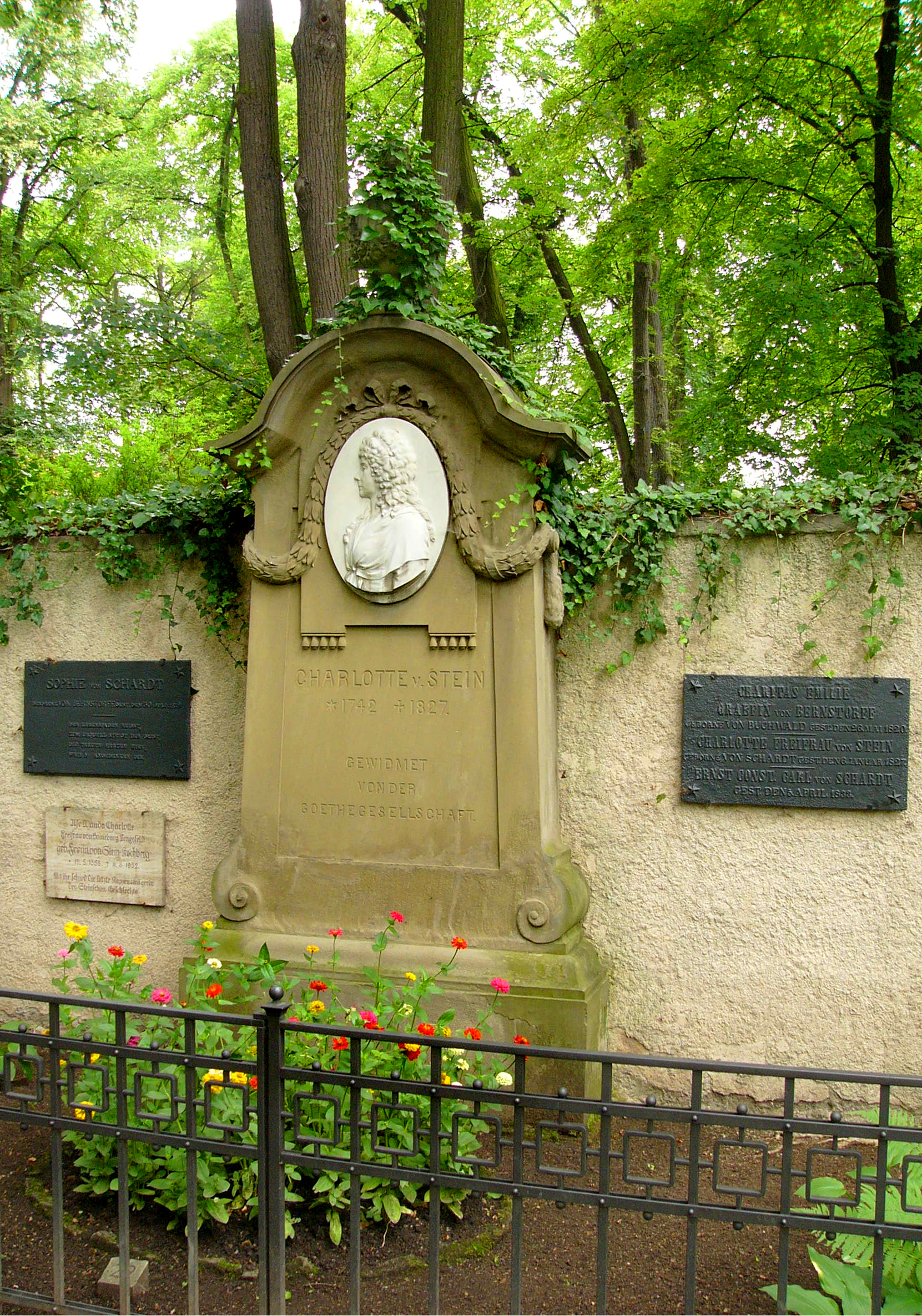
Grabstätte von Charlotte von Stein, das Porträt-Medaillon schuf der Bildhauer Adolf von Donndorf

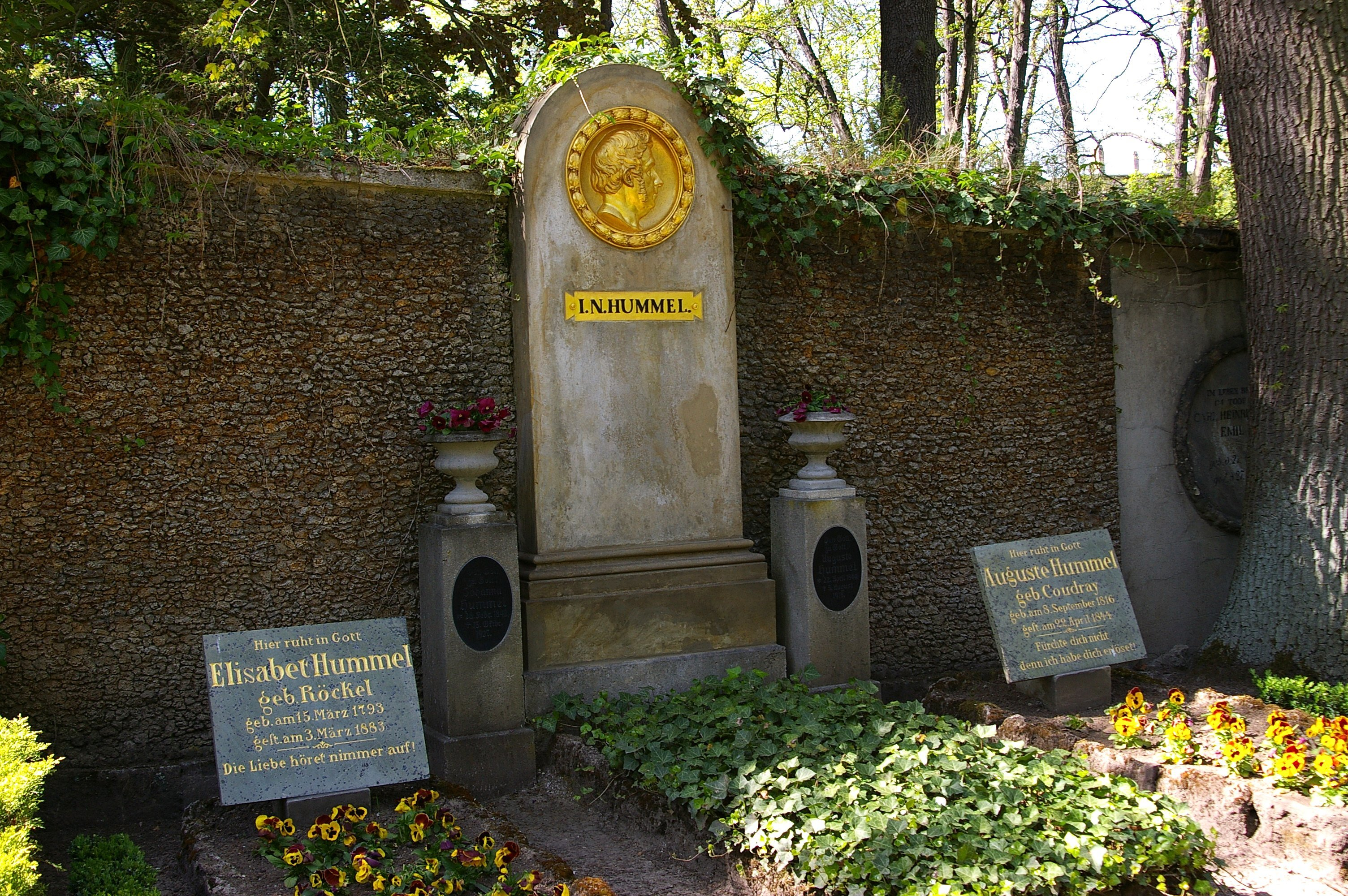
Grabmal des Komponisten Johann Nepomuk Hummel

| Franz Kirms                                           | 1750–1826 | Hofkammerrat, Theaterintendant, Blumenliebhaber                        |                    |           |                             |
| Johannes Daniel Falk                                  | 1768–1826 | Theologe, Schriftsteller, Kirchenlieddichter, Pädagoge                 |                    |           |                             |
| Charlotte von Stein                                   | 1742–1827 | Hofdame, Geliebte und enge Vertraute Goethes                           |                    |           |                             |
| Johann Nepomuk Hummel                                 | 1778–1837 | Klaviervirtuose, Komponist, Schüler von W. A. Mozart, Hofkapellmeister |                    |           |                             |
| Eleonore Maximiliane Ottilie Henckel von Donnersmarck | 1756–1843 | Oberhofmeisterin Maria Pawlownas und Urgroßmutter von Goethes Enkeln   |                    |           |                             |
| Clemens Wenzeslaus Coudray                            | 1775–1845 | Hofarchitekt und Oberbaudirektor                                       |                    |           |                             |
| Ludwig Friedrich von Froriep                          | 1779–1847 | Chirurg, Obermedizinalrat, Hochschullehrer und Verleger                |                    |           |                             |
| Johann Friedrich Röhr                                 | 1777–1848 | Doktor der Theologie, Generalsuperintendent und Oberhofprediger        |                    |           |                             |
| Friedrich von Müller                                  | 1779–1849 | Staatskanzler von Sachsen-Weimar-Eisenach, enger Freund Goethes        |                    |           |                             |
| Carl Lebrecht Schwabe                                 | 1778–1851 | Hofrat und ehemaliger Bürgermeister von Weimar                         |                    |           |                             |
| Louise Seidler                                        | 1786–1866 | Hofmalerin, Vertraute Goethes                                          |                    |           |                             |
| Carl August Schwerdgeburth                            | 1785–1878 | Hofkupferstecher, Lehrer an der Fürstlichen freien Zeichenschule       |                    |           |                             |
| Bonaventura Genelli                                   | 1798–1868 | bedeutender Maler, Zeichner und Kupferstecher des Spätklassizismus     | Carl Müllerhartung | 1834–1908 | Komponist und Musikpädagoge |

### Gräber entlang der östlichen Friedhofsmauer
| Name                            | Lebensdaten | Tätigkeit |
| ------------------------------- | ----------- | --- |
| Anna Dillon                     | 1759–1823   | Hofdame der Großherzogin Maria Pawlowna, geb. in England                                                           |
| Christine Kotzebue              | 1736–1828   | Mutter von August von Kotzebue                                                                                     |
| Wilhelm Ernst Christian Huschke | 1760–1828   | Leibarzt der Herzogin Anna Amalia und des Herzogs bzw. Großherzogs Carl August, Geheimer Hofrat, Wielands Hausarzt |
| Karl Huschke                    | 1796–1883   | Leibarzt der Großherzöge Karl Friedrich und Karl Alexander                                                         |
| Pius Alexander Wolff            | 1782–1828   | Schauspieler und Schriftsteller                                                                                    |
| Johann Heinrich Meyer           | 1760–1832   | Maler, Kunstschriftsteller, Direktor der Fürstlichen freien Zeichenschule, Freund Goethes                          |
| Karl Ludwig Oels                | 1771–1833   | Schauspieler |
| Johann Joseph Schmeller         | 1794–1841   | Maler (gilt als Hausmaler Goethes)                                                                                 |
| Friedrich Wilhelm Riemer        | 1774–1845   | Philologe, Schriftsteller, Bibliothekar, Geheimer Hofrat, Goethes Sekretär                                         |
| Franz Carl Adelbert Eberwein    | 1786–1868   | Musikdirektor und Dirigent                                                                                         |
| Angelica Bellonata Facius       | 1806–1887   | Bildhauerin (Schülerin von Christian Daniel Rauch), Medailleurin und Gemmenschneiderin                             |

### Gräber im Umfeld der Fürstengruft

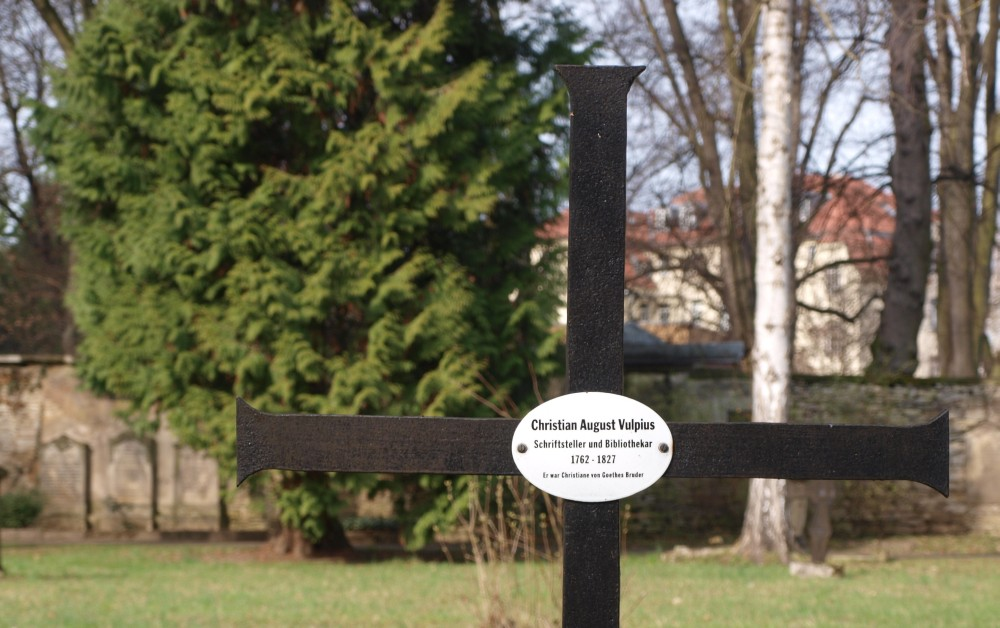
Grabkreuz des Schriftstellers und Bibliothekars Christian August Vulpius (Bruder von Christiane von Goethe)

| Name                          | Lebensdaten | Tätigkeit                                                            |
| ----------------------------- | ----------- | -------------------------------------------------------------------- |
| François Le Goullon           | 1757–1839   | Küchenmeister, Mundkoch der Herzogin Anna Amalia, Gastwirt, Hotelier |
| Johann Peter Eckermann        | 1792–1854   | Dichter, Lehrer, enger Vertrauter Goethes                            |
| Constanze Gräfin von Fritzsch | 1781–1858   | Großherzogliche Oberhofmeisterin                                     |
| Stefan Sabinin                | 1789–1863   | Erzpriester, Beichtvater Maria Pawlownas                             |
| Max Hecker                    | 1870–1948   | Philologe, Literaturhistoriker, Archivar                             |

### Weitere Gräber des Friedhofs
- Karl von Conta (1778–1850), Politiker, Freund von Goethe
- Rosemarie Deibel (1936–2012), Schauspielerin
- Alfred Götze (1865–1948), Prähistoriker, Wissenschaftler
- Horst Jährling (1922–2013), Maler, Architektur-Restaurator, Glocken-Gestalter und -Ritzzeichner
- Franz Markau (1881–1968), Künstler und Maler
- August Momber (1886–1969), Schauspieler und Regisseur
- Friedrich Preller der Ältere (1804–1878), Maler, Radierer, Professor an der Fürstlichen Freien Zeichenschule
- Reinhard Scheer (1863–1928), deutscher Admiral
- Paul Schultze-Naumburg (1869–1949), Architekt, Kunsttheoretiker, Maler und Publizist
- Christian August Vulpius (1762–1827), Schriftsteller, Bibliothekar, Übersetzer
- Ernst von Wildenbruch (1845–1909), Schriftsteller und Diplomat

### Ehrengräberfeld der Stadt Weimar

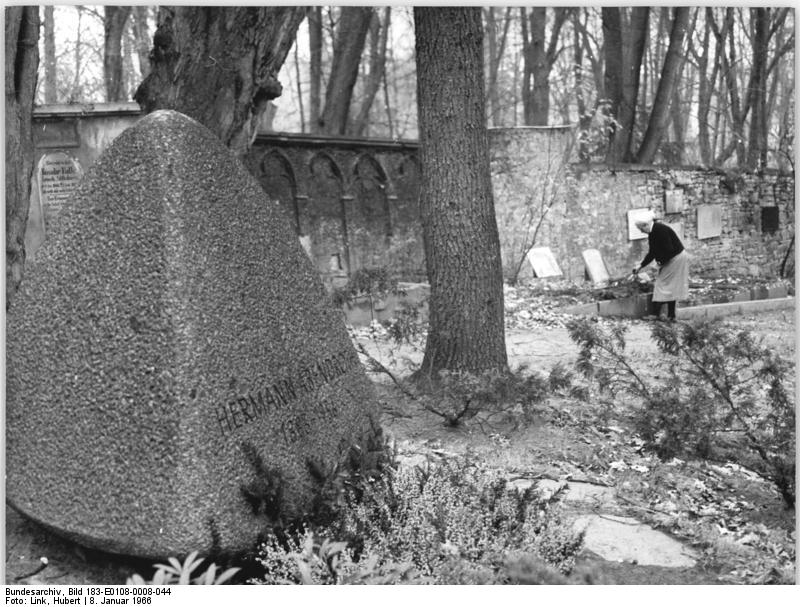
Grabstein des Dirigenten Hermann Abendroth

| Name                 | Lebensdaten | Tätigkeit                                                              |
| -------------------- | ----------- | ---------------------------------------------------------------------- |
| Werner Deetjen       | 1877–1939   | Germanist und Bibliothekar                                             |
| Peter Raabe          | 1872–1945   | Dirigent, Musikwissenschaftler und NS-Kulturpolitiker                  |
| Eduard Scheidemantel | 1862–1945   | Vorsitzender des Deutschen Schillerbundes, Direktor des Schillerhauses |
| Max Hecker           | 1870–1948   | Goethe-Philologe, Herausgeber des Jahrbuchs der Goethe-Gesellschaft    |
| Gustav Kiepenheuer   | 1880–1949   | Buchhändler und Verleger                                               |
| Hans Wahl            | 1885–1949   | Goethe-Forscher, Museums- bzw. Archivdirektor                          |
| Albert Schaefer-Ast  | 1890–1951   | Zeichner und Karikaturist                                              |
| Heinrich Lilienfein  | 1879–1952   | Schriftsteller, Generalsekretär der Deutschen Schiller-Stiftung        |
| Hermann Abendroth    | 1883–1956   | Dirigent und Gewandhauskapellmeister                                   |
| Louis Fürnberg       | 1909–1957   | Schriftsteller, Dichter und Komponist                                  |
| Walther Victor       | 1895–1971   | Germanist, Publizist, Schriftsteller, Herausgeber                      |

## Weitere Historische Grabanlagen Weimars
Der „Historische Friedhof“ ist nicht der einzige Friedhof Weimars mit historischen Gräbern. Ein weiterer, wesentlich kleinerer Friedhof ist der „Jacobsfriedhof“ (auch Jakobskirchhof) am nördlichen Rand des Weimarer Innenstadt-Ringes mit dem Kassengewölbe (erste Grabstätte Friedrich Schillers) und Gräbern namhafter Persönlichkeiten wie Lucas Cranach der Ältere. Dieser besteht bereits seit dem 12. Jahrhundert und ist damit der älteste aller Friedhöfe in Weimar. Weitere historische Friedhöfe, auf denen nicht mehr bestattet wird, sind der „Jüdische Friedhof“, eine kleine Grabanlage Ecke Leibnizallee/Musäusstraße, die lediglich von 1775 bis 1892 genutzt wurde und heute als Kulturdenkmal ausgewiesen ist, sowie der „Sowjetische Friedhof“ im Park an der Ilm, der im Juni 1945 als „Ehrenfriedhof der Roten Armee“ eingerichtet wurde und über 640 im Zweiten Weltkrieg getötete sowjetische Militärangehörige beherbergt. Später wurde ein zweiter Sowjetischer Friedhof im Schlosspark Belvedere angelegt, der bis zum Abzug der Truppen 1994 unter russischer Verwaltung stand.